# Ruby (film, 1977)
Pour les articles homonymes, voir Ruby.
Pour plus de détails, voir Fiche technique et Distribution.
Ruby est un film américain réalisé par Curtis Harrington, sorti en 1977.

## Fiche technique
- Titre : Ruby
- Réalisation : Curtis Harrington
- Scénario : Steve Krantz, Barry Schneider et George Edwards
- Photographie : William Mendenhall
- Musique : Don Ellis
- Pays d'origine :  États-Unis
- Genre : Film dramatique, horreur
- Durée : 85 minutes
- Date de sortie : 
  -  États-Unis : 23 juin 1977
  -  Suède : 21 novembre 1977
- Affiche : René Ferracci (France)

## Distribution
- Piper Laurie  (VF : Michelle Bardollet)  : Ruby Claire
- Stuart Whitman  (VF : Jean-Claude Michel)  : Vince Kemper
- Roger Davis  (VF : Philippe Ogouz)  : Dr. Paul Keller
- Janit Baldwin : Leslie Claire
- Paul Kent : Louie
- Len Lesser : Barney
- Jack Perkins : Avery
- Michael Alldredge